# Ablabesmyia cinctipes
Ablabesmyia cinctipes är en tvåvingeart som först beskrevs av Oskar Augustus Johannsen 1946.  Ablabesmyia cinctipes ingår i släktet Ablabesmyia och familjen fjädermyggor. Inga underarter finns listade i Catalogue of Life.